# 卡拉卡拉 (拉巴斯省)
卡拉卡拉是玻利維亞的城鎮，位於該國西部，由拉巴斯省負責管轄，距離首府拉巴斯147公里，海拔高度3,832米，每年平均降雨量460毫米，2010年人口2,123。
17°29′07″S 67°30′53″W / 17.4853°S 67.5147°W